# Lingguangtempel
Lingguangtempel is een boeddhistische tempel in Shijing district, Beijing, Volksrepubliek China. Deze tempel is zeer waardevol, omdat het een reliek bevat van Siddharta Gautama Boeddha. De reliek is een stukje tand van hem en wordt in de pagode van de tempel bewaard.
Tijdens de bokser-opstand werd de tempel in 1900 beschadigd door kanonnenvuur.
De pagode stamt uit 1071 en is achthoekig en heeft tien etages.